# Gisela Ellermann
Gisela Ellermann (* 7. Januar 1937, verheiratete Gisela Markus) ist eine ehemalige deutsche Badmintonspielerin aus Solingen.
Sie gehörte zu den Pionieren des Badmintonsports in der Bundesrepublik Deutschland und war eine der herausragenden Persönlichkeiten in dieser Sportart in den 1950er Jahren. Von 1956 bis 1958 wurde sie dreimal in Folge Meisterin im Doppel mit Hannelore Schmidt. 1958 wurde sie ebenfalls Deutsche Mannschaftsmeisterin mit dem STC Blau-Weiß Solingen und siegte zweimal bei den German Open. 1959 gewann sie den Mixedtitel bei den Deutschen Einzelmeisterschaften. Sie war ebenfalls Spielerin der deutschen Badmintonnationalmannschaft.

## Erfolge
| Saison    | Veranstaltung                        | Disziplin   | Platz | Name |
| --------- | ------------------------------------ | ----------- | ----- | --- |
| 1952/1953 | Deutsche Einzelmeisterschaft U18     | Dameneinzel | 1     | Gisela Ellermann (STC Blau-Weiß Solingen)                                                                         |
| 1952/1953 | Deutsche Einzelmeisterschaft U18     | Damendoppel | 1     | Gerda Eickhorn / Gisela Ellermann (STC Blau-Weiß Solingen)                                                        |
| 1952/1953 | Deutsche Einzelmeisterschaft U18     | Mixed       | 2     | Erich Rakowski / Gisela Ellermann (STC Blau-Weiß Solingen)                                                        |
| 1953/1954 | Deutsche Einzelmeisterschaft U18     | Mixed       | 4     | Paul Schlabbers / Gisela Ellermann (STC Blau-Weiß Solingen)                                                       |
| 1953/1954 | Deutsche Einzelmeisterschaft U18     | Dameneinzel | 3     | Gisela Ellermann(STC Blau-Weiß Solingen)                                                                          |
| 1953/1954 | Deutsche Einzelmeisterschaft U18     | Damendoppel | 1     | Gisela Ellermann / Marlies Kirschbaum (STC Blau-Weiß Solingen)                                                    |
| 1954/1955 | Deutsche Einzelmeisterschaft         | Damendoppel | 3     | Gisela Ellermann / Marlies Veller (STC Blau-Weiß Solingen)                                                        |
| 1955/1956 | Deutsche Einzelmeisterschaft         | Dameneinzel | 2     | Gisela Ellermann (STC Blau-Weiß Solingen)                                                                         |
| 1955/1956 | Deutsche Einzelmeisterschaft         | Damendoppel | 1     | Gisela Ellermann / Hannelore Schmidt (Blau-Weiß Solingen)                                                         |
| 1955/1956 | Deutsche Einzelmeisterschaft         | Mixed       | 4     | Gisela Ellermann / Marlies Veller (STC Blau-Weiß Solingen)                                                        |
| 1956/1957 | Deutsche Einzelmeisterschaft         | Damendoppel | 1     | Gisela Ellermann / Hannelore Schmidt (STC Blau-Weiß Solingen)                                                     |
| 1956/1957 | Deutsche Mannschaftsmeisterschaft    | Mannschaft  | 3     | STC Blau-Weiß Solingen (Heinz Koch, Kurt Veller, Erich Rakowski, Walter Ern, Hannelore Schmidt, Gisela Ellermann) |
| 1956/1957 | Deutsche Einzelmeisterschaft         | Dameneinzel | 2     | Gisela Ellermann (STC Blau-Weiß Solingen)                                                                         |
| 1957      | Swiss Open                           | Mixed       | 1     | Kurt Veller / Gisela Ellermann                                                                                    |
| 1957      | Swiss Open                           | Damendoppel | 1     | Hannelore Schmidt / Gisela Ellermann                                                                              |
| 1957/1958 | Deutsche Einzelmeisterschaft         | Damendoppel | 1     | Gisela Ellermann / Hannelore Schmidt (STC Blau-Weiß Solingen)                                                     |
| 1957/1958 | Deutsche Mannschaftsmeisterschaft    | Mannschaft  | 1     | STC Blau-Weiß Solingen (Heinz Koch, Kurt Veller, Erich Rakowski, Walter Ern, Hannelore Schmidt, Gisela Ellermann) |
| 1957/1958 | Deutsche Einzelmeisterschaft         | Dameneinzel | 2     | Gisela Ellermann (STC Blau-Weiß Solingen)                                                                         |
| 1958      | German Open                          | Dameneinzel | 1     | Gisela Ellermann                                                                                                  |
| 1958      | German Open                          | Damendoppel | 1     | Gisela Ellermann / Hannelore Schmidt                                                                              |
| 1958/1959 | Deutsche Einzelmeisterschaft         | Dameneinzel | 3     | Gisela Ellermann (STC Blau-Weiß Solingen)                                                                         |
| 1958/1959 | German Open                          | Damendoppel | 3     | Hannelore Schmidt / Gisela Ellermann (STC BW Solingen)                                                            |
| 1958/1959 | Deutsche Einzelmeisterschaft         | Damendoppel | 2     | Gisela Ellermann / Hannelore Schmidt (STC Blau-Weiß Solingen)                                                     |
| 1958/1959 | Deutsche Einzelmeisterschaft         | Mixed       | 1     | Konrad Hapke / Gisela Ellermann (Merscheider TV / STC Blau-Weiß Solingen)                                         |
| 1959/1960 | Deutsche Einzelmeisterschaft         | Dameneinzel | 3     | Gisela Ellermann (STC Blau-Weiß Solingen)                                                                         |
| 1959/1960 | Deutsche Einzelmeisterschaft         | Damendoppel | 3     | Gisela Ellermann / Hannelore Schmidt (STC Blau-Weiß Solingen)                                                     |
| 1992/1993 | Deutsche Einzelmeisterschaft O55     | Mixed       | 2     | Toni Krämer (Siegburger SV 04) / Gisela Markus (FC Gladbeck)                                                      |
| 2000/2001 | Deutsche Einzelmeisterschaft O60     | Damendoppel | 2     | Gisela Markus / Anneliese Möller (Bottroper BG / 1. CfB Köln)                                                     |
| 2001/2002 | Deutsche Einzelmeisterschaft O60     | Damendoppel | 3     | Gisela Markus / Anneliese Möller (Bottroper BG / 1. CFB Köln)                                                     |
| 2002/2003 | Deutsche Einzelmeisterschaft O65     | Dameneinzel | 2     | Gisela Markus (Bottroper BG)                                                                                      |
| 2002/2003 | Deutsche Einzelmeisterschaft O65     | Damendoppel | 1     | Gisela Neisner / Gisela Markus (SV Bergstedt / Bottroper BG)                                                      |
| 2002/2003 | Deutsche Einzelmeisterschaft O65     | Mixed       | 1     | Heinrich Schäfer / Gisela Markus (OSC Essen-Werden / Bottroper BG)                                                |
| 2003/2004 | Westdeutsche Einzelmeisterschaft O65 | Mixed       | 1     | Heinrich Schäfer / Gisela Markus (OSC Essen-Werden / Bottroper BG)                                                |
| 2003/2004 | Deutsche Einzelmeisterschaft O65     | Mixed       | 1     | Heinrich Schäfer / Gisela Markus (OSC Essen-Werden / Bottroper BG)                                                |
| 2004/2005 | Deutsche Einzelmeisterschaft O65     | Dameneinzel | 1     | Gisela Markus (Bottroper BG)                                                                                      |
| 2004/2005 | Deutsche Einzelmeisterschaft O65     | Mixed       | 3     | Heinrich Schäfer (OSC Werden) / Gisela Markus (Bottroper BG)                                                      |
| 2004/2005 | Deutsche Einzelmeisterschaft O65     | Damendoppel | 2     | Ruth Brauer (PSV Gelsenkirchen-Buer) / Gisela Markus (Bottroper BG)                                               |
| 2005/2006 | Deutsche Einzelmeisterschaft O65     | Dameneinzel | 1     | Gisela Markus (PSV Velbert)                                                                                       |
| 2005/2006 | Deutsche Einzelmeisterschaft O65     | Damendoppel | 2     | Gisela Markus / Ruth Brauer (Post SV Velbert / PSV Gelsenkirchen-Buer)                                            |
| 2005/2006 | Deutsche Einzelmeisterschaft O65     | Mixed       | 1     | Heinrich Schäfer / Gisela Markus (OSC Werden / Bottroper)                                                         |
| 2006/2007 | Deutsche Einzelmeisterschaft O65     | Damendoppel | 2     | Gisela Markus / Heidi Menacher (PSV Velbert / TSV Neuhausen)                                                      |
| 2006/2007 | Deutsche Einzelmeisterschaft O65     | Mixed       | 2     | Heinrich Schäfer / Gisela Markus (OSC Werden / PSV Velbert)                                                       |

## Referenzen
- Martin Knupp: Deutscher Badminton Almanach, Eigenverlag/Deutscher Badminton-Verband (2003), 230 Seiten

| Personendaten    | Personendaten               |
| ---------------- | --------------------------- |
| NAME             | Ellermann, Gisela           |
| ALTERNATIVNAMEN  | Markus, Gisela              |
| KURZBESCHREIBUNG | deutsche Badmintonspielerin |
| GEBURTSDATUM     | 7. Januar 1937              |